# Großsteingrab Kyndby Marker 3
Das Großsteingrab Kyndby Marker 3 war eine megalithische Grabanlage der jungsteinzeitlichen Nordgruppe der Trichterbecherkultur im Kirchspiel Kyndby in der dänischen Kommune Frederikssund. Es wurde im späten 19. oder frühen 20. Jahrhundert zerstört.

## Lage
Das Grab lag südlich des Hofs Nyvangsgaarden auf einem Feld. In der näheren Umgebung gibt bzw. gab es zahlreiche weitere megalithische Grabanlagen.

## Forschungsgeschichte
Im Jahr 1873 führten Mitarbeiter des Dänischen Nationalmuseums eine Dokumentation der Fundstelle durch. Bei einer weiteren Dokumentation im Jahr 1942 waren keine baulichen Überreste mehr auszumachen.

## Beschreibung
Die Anlage dürfte ursprünglich eine Hügelschüttung besessen haben, über die allerdings nichts näheres bekannt ist. Die Grabkammer ist als Ganggrab anzusprechen. Sie war vermutlich nordost-südwestlich orientiert und hatte einen ovalen Grundriss. Sie hatte eine Länge von etwa 6,3 m und eine Breite von etwa 2,2 m. Die Kammer bestand aus 14 oder 15 Wandsteinen, die Decksteine fehlten vollständig. An der südöstlichen Langseite befand sich der Zugang zur Kammer. Ihm war ein südost-nordwestlich orientierter Gang mit einer Länge von mindestens 3,8 m vorgelagert. 1873 waren noch mehrere Wandsteine des Gangs erhalten.